# Bakkerij

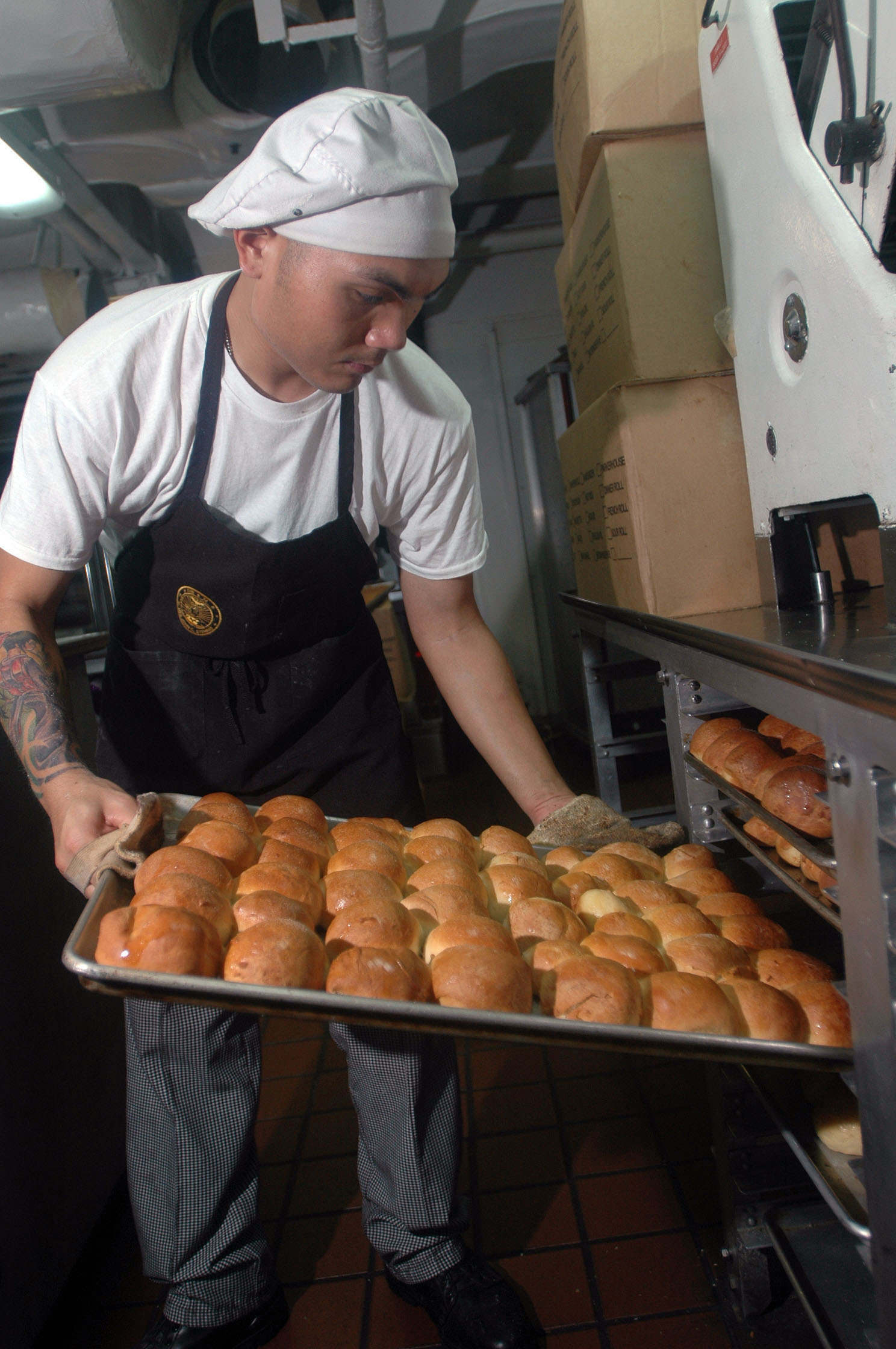
Bakkerij op een schip

Het woord bakkerij heeft twee betekenissen:
- een werkplaats waar de bakker brood, koek, banket en dergelijke bakt in een oven, met vaak een aparte ruimte ernaast waar men deze waren verkoopt.
- een winkel waar men brood, koek, banket verkoopt zonder deze goederen zelf te produceren.

Veel bakkerijen bakken hun eigen brood; dit soort winkels wordt een warme bakker genoemd. Een banketbakker is een speciaalzaak voor gebak en taart.
Andere broodwinkels verkopen brood dat 's nachts in een broodfabriek is gebakken. Een relatief nieuwe ontwikkeling is de prepain. Dit brood is bijna gaar gebakken en wordt in een broodjeszaak afgebakken, waarbij de geur en de geproduceerde warmte suggereren dat het om ter plaatse geproduceerd brood gaat.

Vroeger ging de bakker langs de deur met paard en wagen en later met een bakfiets of auto, geladen met wit en bruin tarwebrood, roggebrood en beschuit. Anno 2022 zijn er veel soorten brood en (belegde) broodjes verkrijgbaar, met veel varianten en eigen benamingen. Ook per streek of provincie zijn er variaties. Sommige broodwinkels serveren luxe belegde broodjes in een eigen lunchroom.
Vooral de zaterdag is in Nederland een drukke dag in veel bakkerijen, omdat op zon- en feestdagen de winkels in Nederland als regel gesloten zijn. In België zijn de meeste bakkers open op zondagochtend. Daar staan dan vaak rijen klanten voor hun wekelijkse verse koffiekoek.
In vroeger dagen brachten de mensen zelf het meel dat was gemalen door een molenaar naar een centrale bakkerij.
Veel Nederlandse en Belgische steden kennen Turkse bakkerijen, die Turks brood, croissants, börek, simit, pitabroodjes en baklava verkopen.

## Afbeeldingen

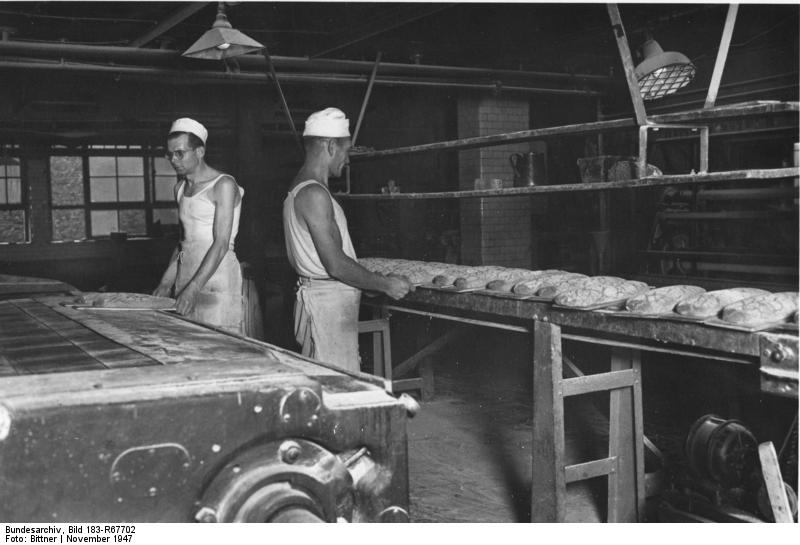
Broodfabriek in Berlijn, 1947
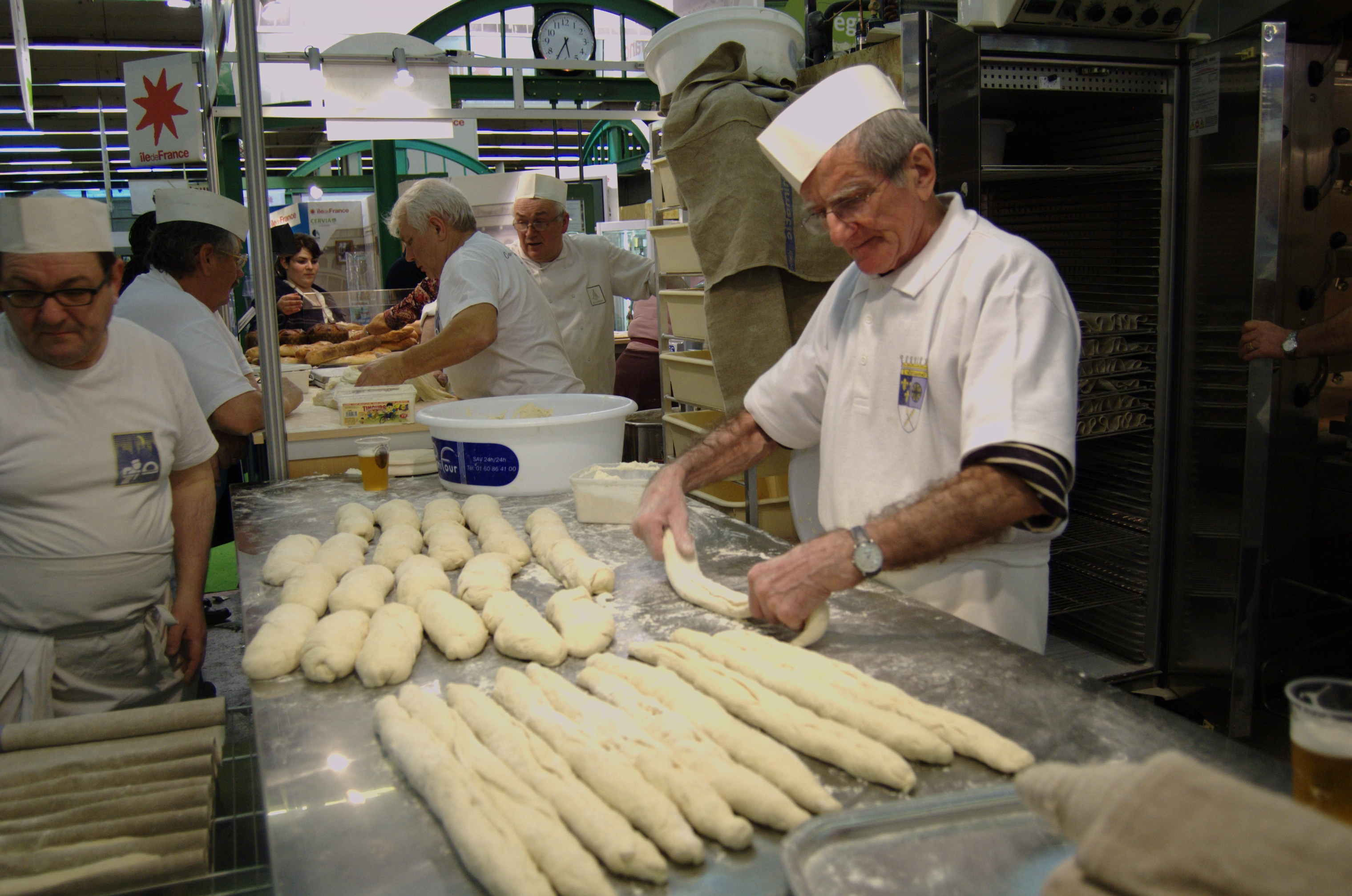
Bakkerij in Frankrijk
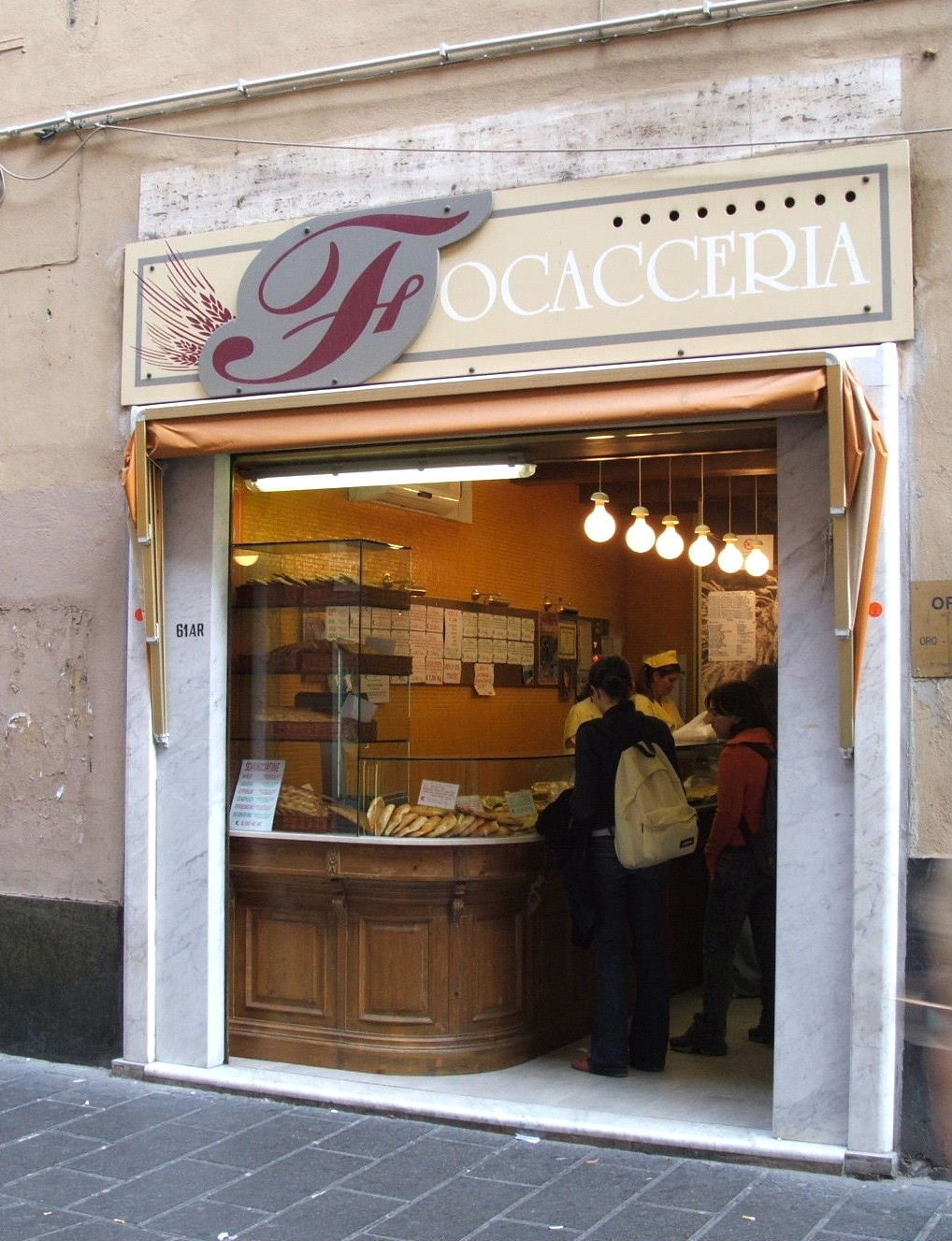
Bakkerswinkel in Italië
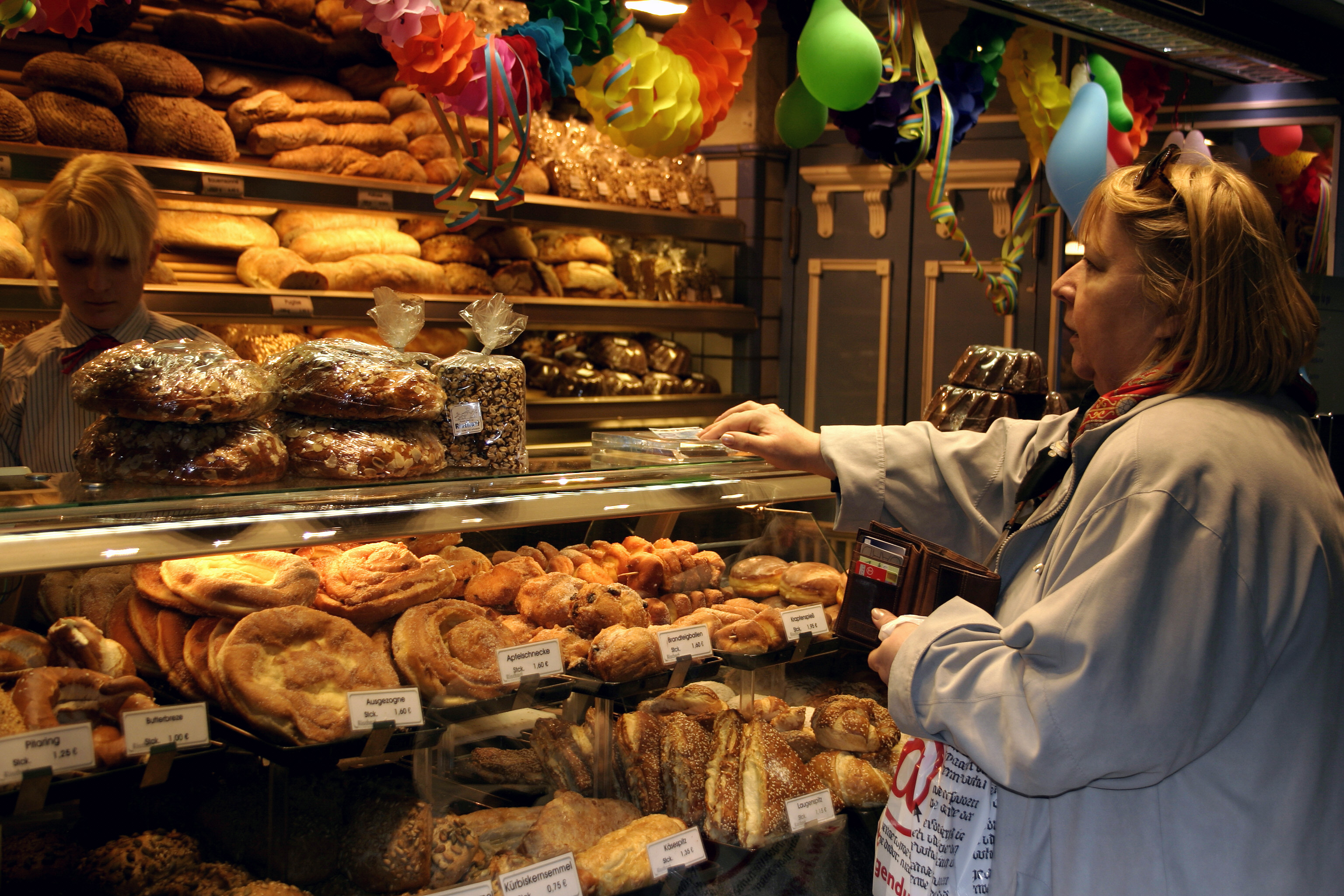
Bakkerswinkel in Duitsland